# Heliothela atra
Heliothela atra is een vlinder uit de familie van de grasmotten (Crambidae), uit de onderfamilie van de Heliothelinae. De wetenschappelijke naam van deze soort is voor het eerst gepubliceerd in 1877 door Arthur Gardiner Butler.
De soort komt voor in Nieuw-Zeeland.